# Guapotá
Guapotá es un municipio de Colombia, situado en el departamento de Santander, en la provincia Comunera. Se sitúa a 154 km de la capital departamental, Bucaramanga, y a 272 km de la capital estatal, Bogotá.
Fue fundada en 1810, por Rafael García y Justo Pastor Parra, y se elevó a la categoría de municipio en 1886.